# Cantonul Le Morne-Rouge
Cantonul Le Morne-Rouge este un canton din arondismentul Saint-Pierre, Martinica, Franța.

## Comune
| Comune         | Populație (1999) | Cod poștal | Cod INSEE |
| -------------- | ---------------- | ---------- | --------- |
| Le Morne-Rouge | 5.043            | 97260      | 97218     |